# کمبرول
latitudeکمبرولlongitudeکمبرول
کمبرول (به انگلیسی: Camberwell) یک ناحیه در لندن است که در منطقه سات‌ارک لندن واقع شده‌است.

## افراد ساکن مشهور
- هنری بسمر،  inventor
- جرمی بوئن،  BBC war correspondent
- ماریان ژان-باپتیست،  British actress, director and singer-songwriter
- آیدا لوپینو Hollywood film actress and director